# Шејх-Мустафино турбе (Београд)
Шејх-Мустафино турбе је турбе (маузолеј) у Вишњићевој улици у Београду. Подигнуто је 1783. године и било је у саставу текије (исламске богомоље у којој се дервиши окупљају, бораве и врше верске обреде). Облик турбета потиче из предисламског времена и подсећа на тадашњи шатор. Шејх Мустафа је дервиш који је сахрањен у турбету.
Обновљено је 2013. године. Од 2015. доступан је посетиоцима у оквиру Ноћи музеја.

## Текија
Шејх-Мустафино турбе посвећено је Мустафи Багдађанину, старешини Хаџи-шејх Мухамедове текије у којој су се окупљали дервиши моћног реда Кадири. Налазила се на углу данашњег Студентског трга и Вишњићеве улице што знамо на основу уцртаног плана једног аустријског официра. Постоји сачувана њена фотографија те се зна како је изгледала. Сачињавали су је зграда текије (главна зграда) и турбе на гробу хаџи-шеиха Мустафе, дервиша који је једно време био старешина ове текије. Зграда текије је имала правоугаону основу. Дужом страном била је окренута тргу, са којег се видела као приземна, док је због терена у паду из дворишта била једноспратна.
Текија је у српском устанку 1804–1813. године једно време служила као седиште Правитељствујушчег совјета, највише извршне власти новостворене државе. У њој је 1811. године умро Доситеј Обрадовић.

## Турбе
По обичају, значајније старешине реда сахрањиване су у двориштима својих текија, па је тако, по наређењу Хисни-ефендије, везировог заменика у Београду, подигнуто турбе на гробу шејх-Мустафе Багдађанина. У натпису Шејх-Мустафиног турбета који је 1783. године подигао дефтердар Хусни Јусуф, пише да је Шејх-Мустафа био садија, односно припадник садијског тариката или дервишког реда.
У каменој плочи изнад улаза урезан је натпис на турском језику са подацима о оснивачу турбета, његовим побудама и о датуму подизања. Турбе има шестоугаону основу над којом се уздиже такође шестоугаони тамбур који носи куполу кружне основе. Озидано је каменом. Камени оквир портала и подеони венци су профилисани. Унутрашњост је украшена записима из Курана. На средини просторије налази се покривен саркофаг који обележава сам гроб (или гробове). У турбету су сахрањена још два дервиша: Оросанли Мехмед-бабе и Хатенћели шеф Хаџи Омер-бабе.

## Галерија слика
- Турбе пре реконструкције
- Унутрашњост турбета
- Табла на турбету
- Натпис на турбету
- Натпис на турбету
- Кров
- Спољна фасада
- Спољна фасада
- Спољна фасада
- Гроб Хамдије Јусуфспахића поред турбета